# Раґходжі III
Раґходжі III (гінді राघोजी तृतीय भोंसले; 1808 — 11 грудня 1853) — останній магараджа Наґпура в 1818—1853 роках.

## Життєпис
Походив з династії Бхонсле, гілки Хінганікар. Онук магараджи Мудходжі II, син Бану Баї. Народився 1808 року, отримавши ім'я Баджіба. 1818 року після повалення британцями його діда був обраний як новий магараджа. Взяв тронне ім'я Раґходжі III.
Фактично управління до 1826 року здійснював британський регидент в Нагпурі Роберт Дженкінс. Особистими і палцовими справами займалася Бака Баї, удова магараджи Раґходжі II, яку було звільнено з-під варти. 13 грудня 1826 року підписав новий субсідіарний договір з Британською Ост-Індською компанією, що перетворив Нагпур на ще більш залежне князівство.
1830 року перебрав владу, деякий час магараджа займався поліпшення господарства та управління, але зрештою закинув справи, які передав своїм сановникам. Він любив музику й танці, а пізніше віддався азартним іграм і пиятиці. У 1838 році здійснив прощу до святих індуїстських місць в долині Гангу, зокрема до храмів Каші (м.Варанасі), Вішнупада (м. Гая).
Помер 1853 року після тривалої хвороби. Його оточення вирішило, що наступним магараджею буде внучатий небіж померлого Ясавантрао, якого Раґходжі III всиновив незадовго до смерті. Ясвант рао прийняв ім'я Джаноджі II. Але згідно доктрини виморочних володінь князівство 1854 року було конфісковано й перетворено на Наґпурську провінцію Британської Індії. Лише у 1861 році було визнано всиновлення Джаноджі II, якому було надано титлу раджи-багадура Девуру і щорічну пенсію в 120 тис. рупій.